# 8587 Ruficollis
8587 Ruficollis eller 3078 P-L är en asteroid i huvudbältet som upptäcktes den 25 september 1960 av den nederländsk-amerikanske astronomen Tom Gehrels och det nederländska astronomparet Ingrid van Houten-Groeneveld och Cornelis Johannes van Houten vid Palomarobservatoriet. Den är uppkallad efter fågeln Smådopping.
Asteroiden har en diameter på ungefär 3 kilometer.